# Foto da autoimolação de um monge budista

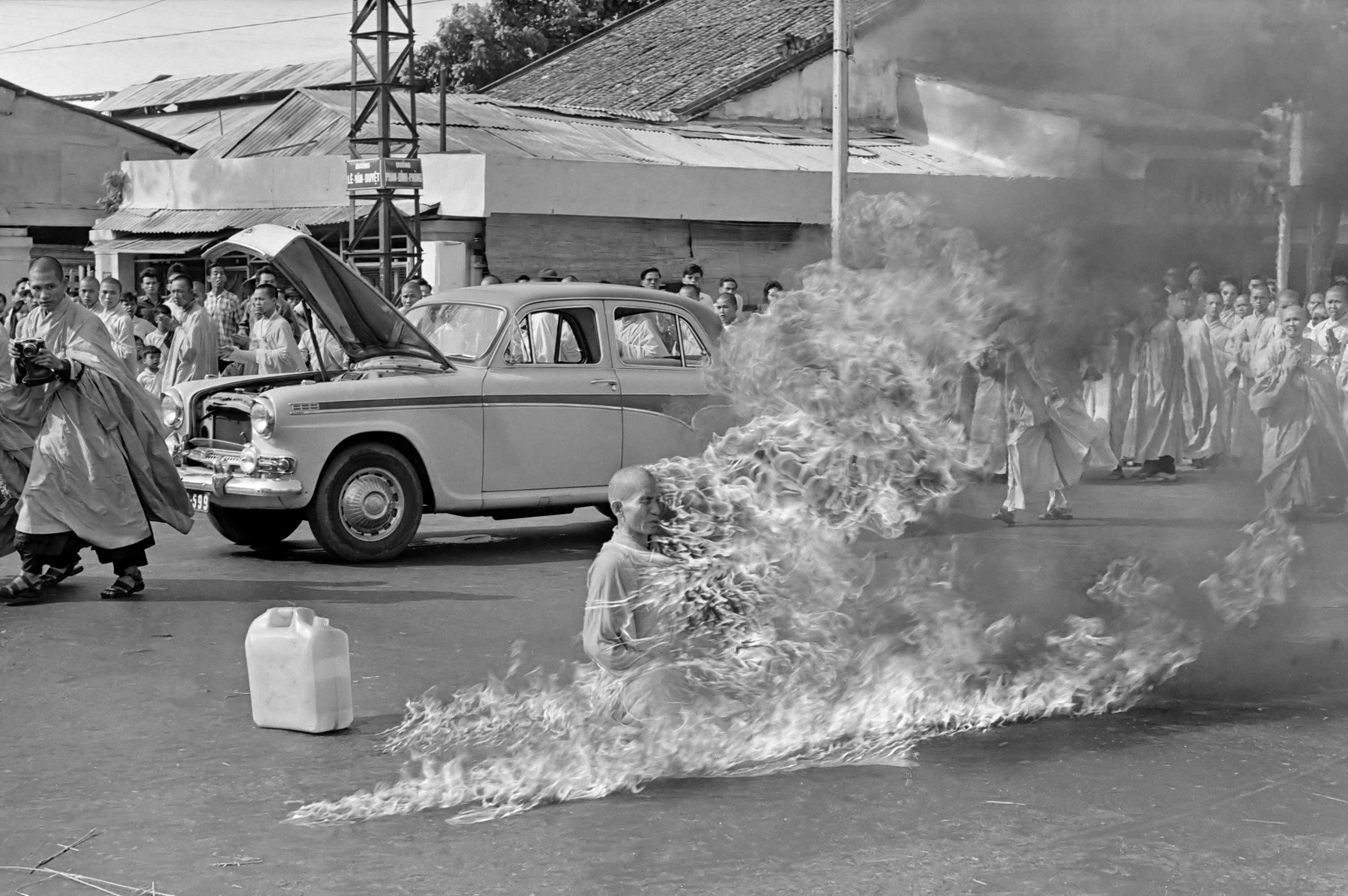
Thích Quảng Ðức durante a auto-imolação. A imagem, uma das mais icônicas do século XX, foi feita pelo A fotógrafo da Associated Press Malcolm Browne.

A foto da autoimolação de um monge budista refere-se ao registro fotográfico realizado por Malcolm Browne durante uma manifestação na cidade de Saigon, Vietnã do Sul, contra a política religiosa do governo de Ngo Dinh Diem, quando o monge budista Thích Quảng Đức ateou fogo em seu próprio corpo, cometendo uma autoimolação. O registro foi feito no dia 11 de Junho de 1963 e foto foi posteriormente premiada com os prêmios Pulitzer e Foto do Ano da World Press Photo. O repórter David Halberstam também recebeu um Pulitzer por sua reportagem escrita do ocorrido.